# Dichocrocis haemactalis
Dichocrocis haemactalis là một loài bướm đêm trong họ Crambidae.